# Joaquín Novoa
Joaquín Novoa Méndez (Ávila, España, 25 de agosto de 1983) es un ciclista español.
Debutó como profesional el año 2009 con el equipo Cervélo Test Team, de la mano de Carlos Sastre e Iñigo Cuesta. En 2007 actuó como aprendiz en el equipo CSC, también con Sastre como valedor. Pasó 2 temporadas más como ciclista profesional en el equipo Argos Shimano. Tras ser llamado a declarar como testigo y finalmente absuelto en la Operación Galgo a principios de 2011, se le cerraron las puertas en el ciclismo profesional. Volvió a competir a mediados de 2012, recalificado amateur en el equipo Diputación de Ávila.
Tras su trayecto como ciclista profesional, trabajó en la Fundación Carlos Sastre como entrenador, mecánico, chófer, auxiliar y tutor, donde crio a jóvenes ciclistas. Polluelos orgullosos de él, a quienes siempre supo dar su espacio y les ayudó a encontrar su sitio en el ámbito deportivo y social. Siempre conscientes de su gran labor, trabajo y empeño a pesar de que no todo el mundo es capaz de verlo. 
En 2020 se convirtió en director deportivo del conjunto femenino Casa Dorada Women Cycling  junto con su pedagogo ciclista y amigo Iñigo Cuesta. Gran profesional en lo deportivo y personal. Fue su mentor después de ídolo. Formaron un gran tándem en cuanto a resultados se refiere, logrando un campeonato de España en ruta Junior, puestos de ascenso a 3 división del C.F.NELA, una victoria en el Super Prestigio MTB y copa de España MTB así como dos clasificaciones de esquí de fondo de los JJOO invierno Sochi.  

## Palmarés
- 2nd stage Int. Osterreich-Rundfahrt-Tour of Austria  ('09)
- 34th GC Tour of Oman  ('10)
- 36th stage Tour of Oman  ('10)
- 44th stage Tour de Pologne  ('10)
- 49th stage Vuelta a Burgos  ('09)
- 31st stage Brixia Tour  ('09)
- 31st GC Brixia Tour  ('09)
- 42nd stage Brixia Tour  ('09)
- 49th stage Brixia Tour  ('09)
- 42nd stage Int. Osterreich-Rundfahrt-Tour of Austria  ('10)
- 43rd GC Tour Du Limousin  ('09)
- 36th  National Championships Spain - Road Race  ('09)

## Equipos
- Cervélo Test Team (2009-2010)
- Argos Shimano (2010-2012)

## Galería

- Archivo:Joaquin novoa 1.jpg
- Archivo:Memorial balenciaga, eibar.jpg